# Contea di Erie (Ohio)
Erie è una contea dell'area settentrionale dello Stato dell'Ohio negli Stati Uniti.

## Geografia fisica
La contea si affaccia a nord-ovest sulla baia di Sandusky ed ha un confine lacustre con la contea di Ottawa e a nord si affaccia sul lago Erie.
La contea ha una estensione di 1.622 km² di cui oltre il 59% è costituito da acque. Il territorio è prevalentemente pianeggiante. Nell'area centrale scorre il fiume Huron che sfocia nel lago Erie. Nel sud-est scorre il fiume Vermillion. La contea è collegata tramite il ponte Edison con la penisola di Marblehead che separa la baia di Sandusky del lago Erie. Della contea fa parte l'isola di Kelleys situata nel lago Erie.

### Contee e municipalità confinanti
- Contea di Essex (Ontario, Canada) - nord
- Municipalità di Chatham-Kent (Ontario, Canada)
- Contea di Lorain - est
- Contea di Huron - sud
- Contea di Sandusky - ovest
- Contea di Ottawa - nord-ovest

## Storia
I primi abitanti del territorio furono gli indiani irochesi, ottawa e wyandot.
I primi europei ad arrivare nella regione dell'Ohio furono i francesi con l'esplorazione di Robert de La Salle nel 1669. Nel 1763, al termine della guerra dei sette anni, i francesi cedettero definitivamente la regione agli inglesi. Nel 1794 gli inglesi costruirono Fort Sandusky.
L'attuale contea faceva parte del territorio della Western Reserve assegnato allo Stato del Connecticut. La contea è stata istituita nel 1838 separandola da quella di Huron.
Dal 1862 al 1865 sull'isola Johnson della baia di Sandusky fu allestito un campo di prigionia che ospitò circa 2500 ufficiali dell'esercito confederato.
Nel 1870 ebbe inizio la costruzione del parco di divertimenti di Cedar Point che è oggi una delle maggiori attrazioni turistiche dello Stato.

## Città

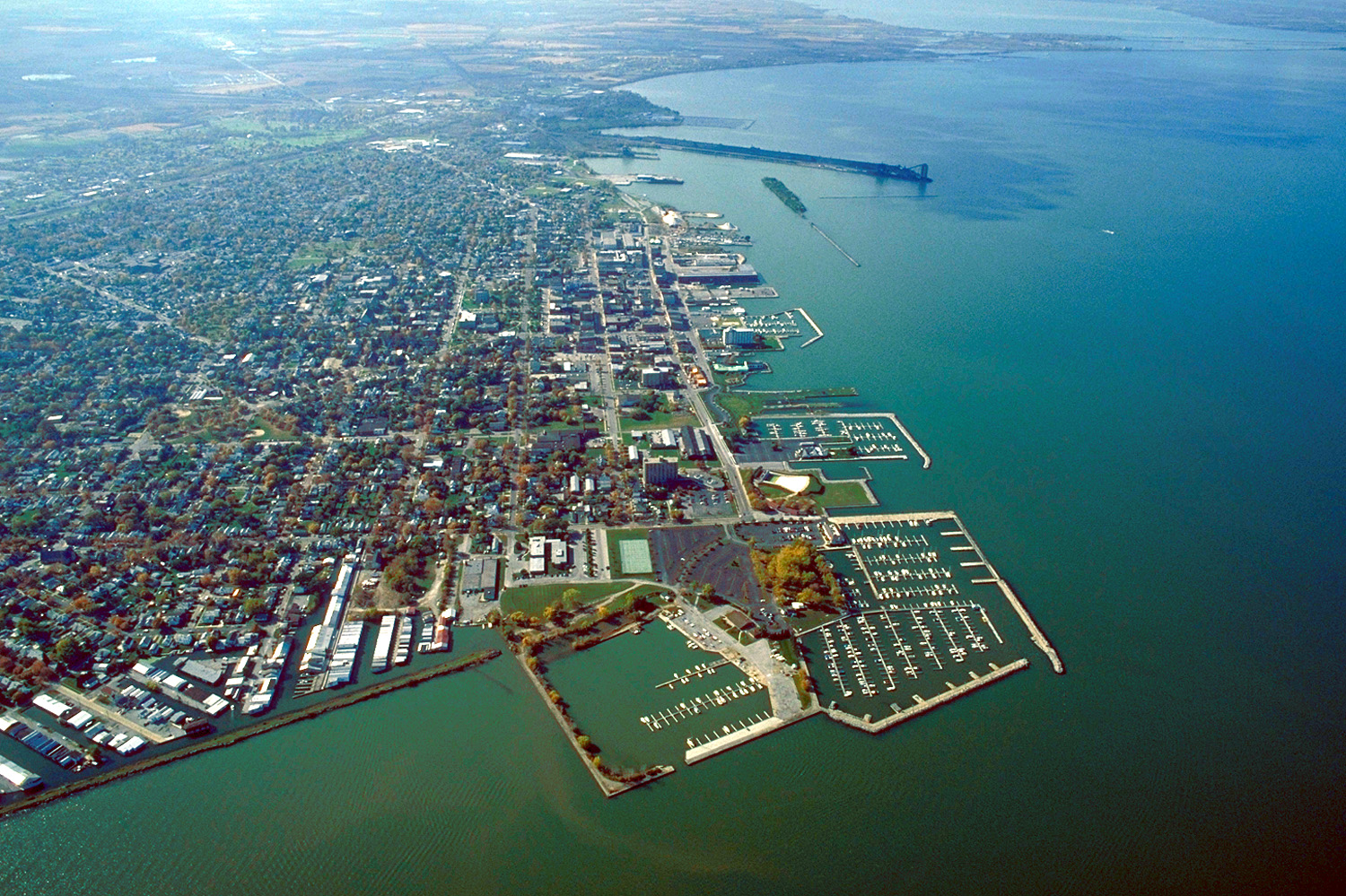
Veduta aerea di Sandusky sul lago Erie

| - Bay View - Bellevue - Berlin Heights - Castalia - Huron - Kelleys Island - Milan - Sandusky - Vermilion |